# Álvaro Pérez Domínguez
Álvaro Antonio Pérez Domínguez (Las Palmas de Gran Canaria, España, 25 de febrero de 1949) es un exfutbolista, entrenador y político español

## Trayectoria como entrenador de fútbol
En su etapa como jugador de fútbol perteneció a las cadenas de filiales de la UD Las Palmas, siendo en la actualidad entrenador nacional de fútbol, habiendo participado en el 1.er Curso Nacional de Actualización. Además, ha sido primer entrenador de los clubes de fútbol: UD Gáldar, UD Lanzarote, UD Telde, CD Maspalomas, Universidad de Las Palmas de Gran Canaria, UD Fuerteventura, S. D. Tenisca, Cultural Leonesa, Córdoba CF, UD Las Palmas, AD Ceuta y Hércules CF.
Ostenta, a día de hoy, el honor de ser el entrenador canario con más equipos entrenados fuera de las islas. En la temporada 2012/2013 firma por el Atlético de Ceuta por dos años.

## Trayectoria política
Fue designado como director general de Deportes del Gobierno de Canarias, ha sido presidente del Colegio Canario de Entrenadores de Fútbol, y profesor de Táctica de la Escuela Canaria de Fútbol. Participó en el Proyecto de Reciclaje para Entrenadores de Fútbol, Fútbol Base y Futuros Entrenadores, en el Proyecto solicitado por el Cabildo de Gran Canaria para la creación de la Escuela de Fútbol de esta Isla.

## Distinciones
Recibió la Medalla de Oro del Colegio Canario de Entrenadores de Fútbol, la Medalla de Oro y Brillantes del Colegio Canario de Entrenadores de Fútbol, la Medalla de Oro del Colegio Valenciano de Entrenadores de Fútbol, así como el Escudo de Oro de Ceuta, Melilla y Gáldar.
Ha recibido también el Trofeo al Mejor Entrenador por votación popular en medios de comunicación durante tres años consecutivos, el Trofeo al Mejor Entrenador otorgado por el Colegio Canario de Entrenadores de Fútbol.
Fue elegido miembro de la Real Federación Española de Fútbol por el estamento de entrenadores, propuesto por el Colegio de Tenerife y reelegido en dos ocasiones, por un período de 12 años.

## Vida personal
Es casado y con 4 hijos. Reside en la villa de Santa Brígida (Gran Canaria) lugar donde se crio y en el cual se presentó a alcalde por Coalición Canaria en las pasadas elecciones municipales.
Además ha impartido numerosas conferencias en diversos municipios de Canarias y otras localidades de la Península, así como en la antigua Checoslovaquia.
Ha sido autor de publicaciones asiduas en medios de comunicación escritos y revistas especializadas de ámbito estatal, así como ponente en distintos cursos y seminarios deportivos.